# Roze franjekelkje
Het roze franjekelkje (Lachnum roseum) is een schimmel behorend tot de familie Lachnaceae. Het groeit op afgevallen bladeren en stengels van grasachtige planten.

## Kenmerken

### Uiterlijke kenmerken
De apothecia (vruchtlichamen) zijn subzittend of kort gesteeld zijn, met een diameter van ongeveer 270-300 micrometer en een lichte kleur.

### Microscopische kenmerken
De haren van deze schimmel zijn helder enigszins bruinroze getint, dikwandig met afmetingen van 37-43 × 3-3,7 micrometer, meestal 1-septaat, en voorzien van apicale octaëdrische kristallen (5-10 micrometer hoog, 9-11 micrometer breed). De parafysen zijn lancetvormig zijn en 2,2-2,8 micrometer breed, kunnen tot 5 micrometer langer zijn dan onvolgroeide ascosporen.

## Verspreiding
In Nederland staat het roze franjekelkje op de rode lijst in de categorie 'verdwenen'.